# Paul Arthur Marie Chaudessolle
Pour les articles homonymes, voir Chaudessolle.
Paul Arthur Marie Chaudessolle est un général de division français, né le 1er février 1889 à Clermont-Ferrand et mort le 10 août 1966 à Romagnat.

## Biographie
Fils de l'avocat clermontois, Guillaume François Félix Chaudessolle, et de Marie Antoinette Lecoq, il nait le 1er février 1889 au domicile de ses parents situé à Clermont-Ferrand, au 8 de la rue de la Tour-d'Auvergne.
Il épouse, le 11 avril 1914, à Clermont-Ferrand, Marie Catherine Jeanne Fayolle, fille du général de division, Marie Émile Fayolle, et de Marie Louise Augustine Collangettes, avec laquelle il aura deux enfants, Bertrand Félix Marie Joseph (1917-1967), lieutenant-colonel, chevalier de la Légion d'Honneur, Croix de guerre 1939-1945 et Croix des T.O.E. et de la valeur militaire, et Thérèse Victoire Marie Antoinette (1919-2008), mère d'Anne Pingeot et grand-mère de Mazarine Pingeot.
Il décède le 10 août 1966 dans son château de Saulzet-le-Chaud, commune de Romagnat.

## Carrière militaire

### Formation militaire
Admis à l'école polytechnique, par décision ministérielle du 23 septembre 1910, 83e sur 185, il contracte un engagement volontaire de 4 ans, le 5 octobre 1910, à la mairie du 5e arrondissement de Paris, conformément aux dispositions de l'article 23 de la loi du 21 mars 1905 dite loi Berteaux, et est dirigé, le 10 octobre suivant, sur le 2e régiment d'artillerie, stationné à Grenoble, pour y accomplir une année de service aux conditions ordinaires. Il arrive au corps ledit jour et est affecté à la 5e batterie, comme canonnier conducteur de 2e classe.
Le 9 octobre 1911, il est admis, comme aspirant, à l'école polytechnique.
Passé en 1re division, en 1912, sous le numéro 156, il est déclaré admissible dans les services publics de l'artillerie, le 31 juillet 1913, ayant satisfait aux épreuves, sorti 165e sur 187, et nommé, par décret du 23 septembre 1913, dans l'armée d'artillerie, au grade de sous-lieutenant, pour prendre rang du 1er octobre 1912,.
Le 1er octobre 1913, il est admis à l'école militaire d'artillerie de Fontainebleau,.
En avril 1920, il est admis à subir les épreuves orales des examens d'admission à l'École supérieure de guerre. Ayant satisfait aux épreuves d'admission, il intègre l'école, le 3 novembre 1920, après avoir effectué les stages prescrits. Breveté d'état-major en 1922, à sa sortie de l'école, il est affecté, comme stagiaire, par décision ministérielle du 23 septembre courant, à l'état-major du 13e corps d'armée.
Il est désigné, en 1929 et 1930, pour suivre les cycles d'instruction des commandants, dispensés à l'école d'application des chars de combat de Versailles et au camp de Mailly,.

### Première Guerre Mondiale
Ayant fait ses classes, il est affecté, le 2 août 1914, avec son grade, au 53e régiment d'artillerie.
Par décret du 21 septembre 1914, il est promu lieutenant pour prendre rang du 1er octobre suivant.
Par décision ministérielle du 14 janvier 1915, il passe au 2e régiment d'artillerie lourde et, par décision du général commandant la 10e armée du 27 octobre 1915, il passe à la 31e batterie du 58e régiment d'artillerie.
Le 25 août 1916, il est promu capitaine à titre temporaire. Cette promotion, prononcée à titre temporaire, en application des décrets des 2 janvier et 3 mai 1915, est approuvée par décision ministérielle en date du 19 septembre 1916.
Le 27 janvier 1917, il passe à la 22e batterie du 51e régiment d'artillerie de campagne et est détaché à l'état-major du commandant de l'artillerie du 35e corps d'armée.
Par décision ministérielle du 1er mai 1917, son affectation au 88e régiment d'artillerie, au grade de capitaine à titre temporaire, est régularisée pour compter du 4 avril 1917. Le 7 avril 1917, il est désigné pour prendre le commandement de la 14e batterie du 88e régiment d'artillerie lourde.
Par décret présidentiel du 6 juillet 1917, il est promu capitaine à titre définitif, par choix, en remplacement de J.R.M. Louis, retraité, et est affecté, le 31 août suivant, au 288e régiment d'artillerie lourde à tracteurs.
Le 29 janvier 1918, il est affecté pour suivre les cours d'état-major, à Senlis, à compter du 30 janvier suivant.
Mis en réserve de commandement du 288e régiment d'artillerie lourde à tracteurs, à la suite de la dissolution du cours d'état-major de Senlis, le 31 mars 1918, il est détaché à la réserve générale de l'artillerie de la 10e armée, le 17 avril suivant,.
Le 27 mai 1918, il est envoyé aux cours d'instruction d'officiers d'état-major de Melun dont il sortira le 3 octobre 1918, affecté à l'état-major de la 14e division d'infanterie.
Le 29 mars 1919, il est affecté au grand quartier général du 13e corps d'armée.
Le 28 juin 1919, il est remis à la disposition du ministre de la guerre pour être détaché à l'état-major de la 13e région militaire, par décision ministérielle du 3 juillet suivant.

### L'entre deux guerres
Par décision ministérielle du 10 octobre 1919, il est affecté, comme premier poste d'après-guerre, à l'état-major de la 13e région.
Par décision ministérielle du 6 juillet 1920, il est classé à l'état-major particulier de l'artillerie, maintenu à l'état-major du 13e corps d'armée et affecté au 53e régiment d'artillerie,.
Admis à l'École supérieure de guerre, il est affecté, pour ordre, au 13e régiment d'artillerie, par décision ministérielle du 16 novembre 1920.
Le 24 octobre 1921, il est placé hors-cadre de l'état-major.
Par décret du 22 septembre 1928, il est promu au grade de chef d'escadron et maintenu à l'état-major de la 13e région, pour prendre rang du 25 septembre suivant.
Le 22 juillet 1931, il est mis hors cadres et affecté à l’état-major de la 13e région, venant du 363e régiment d'artillerie.
Le 7 mars 1934, il est affecté à l'état-major de l'inspection générale de la défense aérienne du territoire.
Par décret du 21 décembre 1934, il est promu au grade de lieutenant-colonel, pour prendre rang du 25 décembre, et maintenu à l'état-major de l'Inspection générale de la défense aérienne du territoire.
En septembre 1936, il est nommé à la maison militaire de la présidence de la république, en remplacement du colonel Noirot-Nérin, affecté au centre des hautes études militaires.
Par décret du 22 décembre 1937, il est promu au grade de colonel, pour prendre rang du 25 décembre, et maintenu à l'état-major particulier, maison militaire du président de la république.
Dans les dernières années précédents la seconde guerre mondiale, il représente le président de la république, Albert Lebrun, à l'occasion de différentes manifestations et cérémonies officielles. Ainsi, il assiste au service à la mémoire des français et alliés morts en Rhénanie et dans la Ruhr,, à l'accueil des rois Gustave V de Suède et Christian X du Danemark et son épouse, aux obsèques de Edward Tuck, à la remise de récompenses aux pupilles de l'association parisienne des anciens combattants et des victimes de la guerre ou encore au service solennel, donnée en la cathédrale Notre-Dame de Paris, à la mémoire du pape Pie XI, ainsi que le service solennel donné en la cathédrale américaine de la Sainte-Trinité, en marge des commémorations du memorial day.

### Seconde Guerre Mondiale
Le 30 septembre 1939, il accompagne le président de la république, Albert Lebrun, sur le front du nord-est.
Le 6 juin 1940, le général de Gaulle, nommé sous-secrétaire d'état au ministère de la défense nationale et de la guerre, lui confie le commandement de la 4e division cuirassée dont il a la charge depuis le 15 mai précédent. Au début de la matinée du 7 juin, il s'entend avec le général commandant la 85e division d'infanterie d'Afrique pour décongestionner la région sud de Beauvais où s'entremêlent, sans liaison ni concordance, les éléments des deux divisions. En début d'après-midi, il est remplacé au commandement de la division, par le Général de la Font. 
En 1941, il commande la subdivision du Puy-en-Velay, en qualité de commandant militaire de la Haute-Loire.
En 1943, il occupe les fonctions de commissaire régional à la guerre.
Au sortir de la guerre, il est placé d'office, par décret du 28 juillet 1945, en sa qualité de général de brigade, dans la 2e section du cadre de l'état-major général de l'armée.

## Distinctions
Il est cité, à deux reprises, à l'ordre du régiment. La première fois, le 9 juillet 1915, à l'ordre de la 63e division d'infanterie, sous le numéro 44, comme : ayant été blessé, assez sérieusement, par un obus de gros calibre qui tua un servant de sa batterie et en blessa deux autres, à côté de lui, n'a songé qu'à leur porter secours malgré la menace d'une nouvelle rafale et n'a permis qu'on le ramenât en arrière qu'après s'être assuré que les blessés avaient eux-mêmes reçu tous les soins nécessaires. La seconde, sous le numéro 228, en ces termes : s'est rendu chaque jour, du 28 août au 6 septembre 1916, à la première ligne de l'infanterie, dans un terrain particulièrement battu et a réussi, malgré de grandes difficultés de communication, à assurer, dans de très bonnes conditions, les réglages de sa batterie. Excellent officier ayant toujours montré le plus grand mépris du danger.
Il est décoré de la croix de guerre, étoile de bronze et étoile d'argent, de la médaille interallié ainsi que de la médaille commémorative.
Par arrêté ministériel du 8 novembre 1920, rendu en application de la loi du 15 juin 1920, il est nommé chevalier de la Légion d'Honneur, en sa qualité de capitaine à l'état-major du 13e corps d'armée.
En séance du 28 juin 1928, il est proclamé membre de la Société préhistorique française, ayant été parrainé par le Docteur Charvilhat et par Charles Calemard.
Par décret en date du 21 décembre 1936, il est promu commandeur dans l'ordre du Cambodge.
Par décret du 13 décembre 1938, il est promu officier de la Légion d'Honneur, en sa qualité de colonel d'artillerie breveté d'état-major à la maison militaire du président de la république. Il est décoré, à Paris, le 1er janvier 1939, par le président de la république, Albert Lebrun.
Par décret du 17 janvier 1952, il est élevé au rang de commandeur de la Légion d'Honneur, en sa qualité de général de division dans le cadre de réserve. Il refuse d'être reçu devant le front des troupes et demande que la réception soit faite au cours d'une réunion privée.